# Higuères-Souye
Higuères-Souye é uma comuna francesa na região administrativa da Nova Aquitânia, no departamento dos Pirenéus Atlânticos. Estende-se por uma área de 7,29 km². Em 2010 a comuna tinha 281 habitantes (densidade: 38,5 hab./km²).